# Групова динаміка
Групова динаміка — це система поведінкових та психологічних процесів, що відбуваються в рамках соціальної групи (внутрішньогрупова динаміка), або між соціальними групами (міжгрупова динаміка). Вивчення групової динаміки може бути корисним для розуміння поведінки прийняття рішень, відстеження поширення захворювань у суспільстві, створення ефективних терапевтичних методик, а також у зв'язку з появою та поширенням нових ідей та технологій. Групова динаміка лежить в основі розуміння расизму, сексизму та інших форм соціальних упереджень та дискримінації. Ці області застосування вивчаються в психології, соціології, антропології, політології, епідеміології, освіті, соціальній роботі, бізнесі та комунікаційних дослідженнях.
Три основних фактори, що впливають на згуртованість команди (працювати разом добре): фактори оточення, особистісні та лідерські.

## Історія
Історія групової динаміки (або групових процесів) має узгоджену основну посилку: «ціле більше, ніж сума його частин». Соціальна група — це сутність, що має властивості, які неможливо зрозуміти лише шляхом вивчення осіб, які складають групу. У 1924 році гештальт-психолог Макс Вертгеймер припустив: «Є такі сутності, де поведінка цілого не може бути виведена ні з його окремих елементів, ні з того, як ці елементи вкладаються разом; навпаки: властивості будь-якої частини визначаються внутрішніми структурними законами цілого» (Wertheimer, 1924, с. 7). (Це твердження залишається сумнівним, оскільки сучасні біологи та теоретики ігор шукають пояснення «структурних законів цілого» в термінах «способу об'єднання елементів»).
Як галузь вивчення, групова динаміка має коріння як в психології, так і в соціології. Вільгельм Вундт (1832—1920), визнаний як засновник експериментальної психології, мав особливий інтерес до психології громад, яким, на його думку, притаманні феномени (людська мова, звичаї та релігія), що неможливо описати шляхом вивчення індивідуумів. З соціологічного погляду, Еміль Дюркгейм (1858—1917), на якого вплинув Вундт, також визнавав колективні явища, такі як спільні знання. Серед інших провідних теоретиків — Гюстав Ле Бон (1841—1931), який вважав, що натовп має «расове несвідоме» з примітивними, агресивними та антисоціальними інстинктами, та Вільям Макдугалл, який вірив у «груповий розум», який має чітке існування, що породжується взаємодією індивідів. (Концепція колективної свідомості не є суттєвою для групової динаміки.)
Зрештою, соціальний психолог Курт Левін (1890—1947) придумав термін групової динаміки для опису позитивних та негативних сил всередині груп людей. У 1945 році він створив Науково-дослідний центр групової динаміки в Массачусетському технологічному інституті, першому інституті, спеціально призначеному для досліджень групової динаміки. Протягом своєї кар'єри Левін був зосереджений на тому, як дослідження групової динаміки може бути застосоване до реальних соціальних питань.
Все частіше в дослідженнях групової динаміки застосовуються принципи еволюційної психології. Оскільки соціальні середовища людей стали складнішими, вони досягли адаптації за допомогою групової динаміки, що сприяє виживанню. Прикладами є механізми, що мають справу зі статусом, взаємністю, виявленням шахраїв, остракізмом, альтруїзмом, груповим рішенням, лідерством та міжгруповими відносинами. Також, поєднання еволюційної теорії та теорії ігор використовується для пояснення розвитку та підтримки колективної поведінки між індивідами в групі.

## Провідні теоретики

### Гюстав Ле Бон
Гюстав Ле Бон — французький соціальний психолог, чия новаторська праця «Психологія народів і мас» (1896) призвело до розвитку психології груп.

### Вільям Макдугалл
Британський психолог Вільям Макдугалл у своїй роботі «Груповий розум» (1920) досліджував динаміку груп різних розмірів та ступенів організації.

### Зигмунд Фрейд
У роботі «Психологія мас та аналіз людського Я» (1922) Зигмунд Фрейд обґрунтував своє попереднє викладення групової психології на основі роботи Ле Бона, але продовжував розвивати свою власну оригінальну теорію, пов'язану з тим, що він почав розробляти в роботі «Тотем і Табу». Теодор Адорно відтворив спробу Фрейда в 1951 році своєю роботою «Фрейдистська теорія та зразок фашистської пропаганди» і стверджував, що «це не є перебільшенням, якщо ми скажемо, що Фрейд, хоча він навряд чи був зацікавлений в політичній фазі проблеми, явно передбачав підйом і природу фашистських масових рухів у суто психологічних категоріях».

### Якоб Леві Морено
Якоб Леві Морено — психіатр, драматург, філософ і теоретик, який на початку 1930-х рр. запропонував термін «групова психотерапія» і був дуже впливовим в цей час.

### Курт Левін
Курт Левін (Kurt Lewin, 1943, 1948, 1951) зазвичай визначається як засновник руху для вивчення груп з наукових позицій. Він запропонував термін «групова динаміка» для опису того, як групи та індивіди діють і реагують на зміну обставин.

### Вільям Шутц
Вільям Шутц (William Schutz, 1958, 1966) розглядав міжособистісні стосунки як стадію розвитку, приєднання (я включений?), контроль (хто тут собака згори?) і прихильність (чи я належу сюди?). Шутц бачить групи, які вирішують кожне питання по черзі, щоб бути в змозі перейти до наступного етапу.
І навпаки, група, що потерпає, може перейти на більш ранній етап, якщо не в змозі розв'язати невирішені питання на сучасному етапі. Шуц розглядав групову динаміку як «міжособистісний потойбічний світ», групові процеси, які переважно є невидимими та невизнаними, як протилежність «змістовним» питанням, які номінально на порядку дня групових зустрічей.

### Вільфред Біон
Вільфред Біон (Wilfred Bion, 1961) вивчав групову динаміку з психоаналітичної точки зору, він стверджував, що на нього мав сильний вплив Вільфред Троттер, у кого він працював у Лондонській університетській навчальній лікарні, а також ще одна ключова фігура в психоаналітичному русі Ернест Джонс. Він виявив кілька масових групових процесів, які спонукали групу як ціле приймати орієнтацію що, на його думку, перешкоджала здатності групи виконувати роботу, якою вона номінально займалась. Його досвід оприлюднюється в його опублікованих книгах, насамперед в роботі «Досвід в групах». Тавістокський Інститут продовжує розробляти та застосовувати теорію та практику, розроблені Біоном.

### Брюс Такмен
Брюс Такмен (Bruce Tuckman, 1965) запропонував чотириступеневу модель під назвою «Стадії розвитку груп за Такменом». У моделі Такмена вказується, що ідеальний процес прийняття рішень у групі повинен відбуватися в чотири етапи:
- Формування (прикидатись, щоб мати успіх або ладити з іншими)
- Шторм, конфлікт (зняття бар'єра чемності та спроба братися за проблеми навіть у випадку нових спалахів роздратування)
- Нормування (звикання один до одного і розвиток довіри та продуктивності)
- Виконання (робота в групі зі спільною метою на високоефективній та кооперативній основі)

Токмен пізніше додав п'ятий етап до розпаду групи, яка називається «закриття». (Закриття також може називатися жалобою, тобто жалобою по закриттю групи). Ця модель стосується загальної картини групи, але, звичайно, люди в групі працюють по-різному. Якщо зберігається недовіра, група ніколи не зможе досягти навіть нормального рівня.

### Морган Скотт Пек
Морган Скотт Пек розробив етапи для більш масштабних груп (тобто спільнот), які схожі на етапи групового розвитку Такмена. Пек описує етапи спільноти як:
- Псевдоспільнота
- Хаос
- Вакуум
- Справжня спільнота

На думку Пека, спільноти можуть відрізнятись від інших груп, з огляду на необхідність усунення бар'єрів для спілкування, щоб вони могли сформувати справжню спільноту. Приклади спільних бар'єрів: очікування та упередження; забобони; ідеологія, контрпродуктивні норми, теологія та роз'яснення; потреба лікувати, перетворювати, регулювати або вирішувати і потреба контролювати. Спільнота народжується, коли її члени досягають стадії «вакууму» або миру

### Річард Хакмен
Річард Хакмен розробив синтетичну дослідницьку модель для створення та управління робочими групами. Хакмен вважає, що групи успішні, коли вони задовольняють внутрішніх і зовнішніх клієнтів, розвивають можливості для виконання в майбутньому, і коли члени групи знаходять сенс та задоволення в групі. Хакман запропонував п'ять умов, які збільшують шанс, що групи будуть успішними. Вони включають:
1. Бути справжньою командою: що випливає з наявності спільного завдання, чітких меж, які висвітлюють, хто знаходиться всередині або за межами групи, та стабільності членства в групі.
2. Необхідний напрямок: що випливає з чіткої, складної та послідовної мети.
3. Повноважна структура: що випливає з наявності завдань, які досить різноманітні, розміру групи, який не надто великий, талановитих членів групи, які мають принаймні помірну соціальну майстерність, та строгі норми, що визначають відповідну поведінку.
4. Підтримуючий контекст: що виникає в групах, включених у більші групи (наприклад, компанії). У компаніях підтримуючий контекст включає в себе: а) системи винагород, які заохочують продуктивність та співпрацю (наприклад, групові нагороди, пов'язані з продуктивністю групи); б) освітню систему, яка розвиває навички учасників; в) інформаційну і матеріальну систему, яка забезпечує необхідну інформацію та необроблені матеріали (наприклад, комп'ютери).
5. Коучинг експертів: який відбувається в рідкісних випадках, коли учасники групи відчувають, що їм потрібна допомога з завданнями чи міжособистісними питаннями. Хакман підкреслює, що багато лідерів команди є властолюбними і підривають групову ефективність.

## Внутрішньогрупова динаміка
Внутрішньогрупова динаміка (також називається ін-груповою, або зазвичай просто «груповою динамікою») є основними процесами, які породжуються сукупністю норм, ролей, відносин та спільних цілей, що характеризують певну соціальну групу. Приклади груп включають релігійні, політичні, військові та групи оточення, спортивні команди, робочі групи та терапевтичні групи. Серед членів групи існує стан взаємозалежності, через який на поведінку, ставлення, думки та досвід кожного члена колективно впливають інші члени групи. У багатьох галузях досліджень існує інтерес до розуміння того, як групова динаміка впливає на індивідуальну поведінку, ставлення та думку.
Динаміка конкретної групи залежить від того, як визначаються межі групи. Часто в рамках більш широко визначеної групи існують окремі підгрупи. Наприклад, можна визначити американських мешканців («американців») як групу, але також можна визначити більш конкретний набір жителів США (наприклад, «американці на півдні»). Для кожної з цих груп існує чітка динаміка, яку можна обговорювати. Примітно, що на цьому дуже широкому рівні вивчення групової динаміки схоже на вивчення культури. Наприклад, на півдні США існує групова динаміка, що підтримує культуру честі, яка пов'язана з нормами жорсткості, насильства, пов'язаного з честю та самообороною.

### Формування групи
Формування групи починається з психологічного зв'язку між індивідами. Підхід щодо соціальної згуртованості говорить про те, що формування груп виходить із зв'язків міжособистісної атракції. Навпаки, підхід щодо соціальної ідентичності передбачає, що група починається, коли зібрання людей осягає, що вони поділяють певну соціальну категорію («курці», «медсестри», «студенти», «хокеїсти»), і що міжособистісна привабливість лише поступово посилює зв'язок між індивідами. Крім того, з позицій підходу щодо соціальної ідентичності формування групи включає в себе як ідентифікацію з одними індивідами, так і явну не ідентифікацію з іншими. Отже, для формування групи необхідний певний рівень психологічної відмінності. Через взаємодію, люди починають розробляти групові норми, ролі та відносини, які визначають групу та інтерналізуються для впливової поведінки.
Групи, що швидко створюються, виникають із відносно стихійного процесу формування груп. Наприклад, у відповідь на стихійне лихо може утворитися група швидкого реагування. Ці групи характеризуються як такі, що не мають попередньо існуючої структури (наприклад, членства в групі, призначених ролей) або попереднього досвіду співпраці. Проте ці групи все ж виявляють високий рівень взаємозалежності та координують знання, ресурси та завдання.

### Приєднання до груп
Приєднання до групи визначається низкою різних факторів, включаючи індивідуальні особисті риси; стать; соціальні мотиви, такі як потреба у приналежності, потреба у владі та потреба у близькості; стиль прихильності; і попередній груповий досвід. Групи можуть запропонувати певні переваги своїм членам, що було б неможливим, якби людина вирішила залишитися наодинці, включаючи отримання соціальної підтримки у формі емоційної підтримки, інструментальної підтримки та інформаційної підтримки. Це також передбачає дружбу, потенційні нові інтереси, нові навички навчання та підвищення самоповаги. Проте приєднання до групи також може коштувати індивідуального часу, зусиль та особистих ресурсів, оскільки вони можуть підкорятися соціальному тиску і прагнути скористатися перевагами, які може запропонувати група.
Принцип мінімакс є частиною теорії соціального обміну, яка стверджує, що люди приєднаються і залишаться в групі, яка може забезпечити їм максимальну кількість цінних винагород, одночасно забезпечуючи мінімальну кількість витрат ними самими. Однак це не обов'язково означає, що людина приєднається до групи просто тому, що співвідношення винагород/витрат виглядає привабливим. За словами Говарда Келлі та Джона Тібота, група може бути привабливою для нас з точки зору витрат і переваг, але ця привабливість не визначає, чи ми приєднаємось до групи. Натомість наше рішення базується на двох факторах: на нашому рівні порівняння та на рівні порівняння для альтернатив.
У теорії соціального обміну Джона Тібота та Гарольда Келі, рівень порівняння є стандартом, за яким людина оцінює бажаність стати членом групи та формувати нові соціальні зв'язки всередині групи. На такий рівень порівняння впливають попередні відносини та членство в різних групах. Ті особи, які зазнали позитивної винагороди за певних витрат у попередніх стосунках і групах, матимуть вищий рівень порівняння, ніж людина, яка зазнала більше негативних витрат та менше винагород у попередніх відносинах і груповому членстві. Відповідно до теорії соціального обміну, новий потенційний член буде більш задоволений членством у групі, якщо результати групи, з точки зору витрат і винагород, вищі за рівень порівняння індивіда. Точно так, новий член буде незадовільний членством у групі, якщо результати нижчі за рівень порівняння індивіда.
Рівень порівняння лише передбачає, наскільки новий учасник буде задоволений щодо соціальних відносин всередині групи. Щоб визначити, чи дійсно люди приєднуються або покидають групу, варто враховувати значення інших альтернативних груп. Це називається рівнем порівняння для альтернатив. Цей рівень порівняння для альтернатив — це стандарт, за яким особа оцінить якість групи у порівнянні з іншими групами, до яких людина має можливість приєднатися. Тіабаут і Келлі стверджували, що «рівень порівняння для альтернатив можна визначити неформально, як найнижчий рівень результатів, який учасник прийме в світлі наявних альтернативних можливостей» (стор. 21).
Приєднання та вихід з груп залежить, зрештою, від рівня порівняння для альтернатив, тоді як задоволеність членів групою залежить від рівня порівняння. Підсумовуючи, якщо членство в групі перевищує рівень порівняння для альтернатив і вище рівня порівняння, членство в групі буде задовільним, і індивід імовірніше приєднається до групи. Якщо членство у групі перевищує рівень порівняння за альтернативами, але нижче рівня порівняння, членство не буде задовільним; однак, індивід, швидше за все, приєднається до групи, оскільки жоден з інших бажаних варіантів недоступний. Коли членство в групі нижче рівня порівняння для альтернатив, але вище рівня порівняння, членство є задовільним, але індивід навряд чи приєднається. Якщо членство в групі нижче як рівня порівняння, так і альтернативного рівня порівняння, членство буде незадовільним, і малоймовірно, що індивід приєднається до групи.

### Типи груп
Групи можуть різко варіювати одна від одної. Наприклад, троє найкращих друзів, які спілкуються кожен день, а також зібрання людей, які переглядають фільм у театрі, обидві є групами. У минулому дослідженні було виявлено чотири основних типи груп, які включають, але не обмежуються ними: первинні групи, соціальні групи, групи колективи та категорії. Важливо визначити ці чотири типи груп, оскільки вони є інтуїтивними для більшості непрофесіоналів. Наприклад, в одному експерименті учасникам пропонувалося відсортувати декілька груп на категорії, виходячи зі своїх власних критеріїв. Прикладами груп, які потрібно сортувати, були спортивна команда, сім'я, жінки та люди на автобусній зупинці. Виявилося, що учасники послідовно відсортували групи до чотирьох категорій: групи близькості, групи задач, вільні асоціації та соціальні категорії. Ці категорії концептуально схожі на чотири основних типи, що підлягають обговоренню. Тому, схоже, люди інтуїтивно окреслюють об'єднання індивідів таким чином.

#### Первинні групи
Первинні групи характеризуються як відносно невеликі, довготривалі групи індивідів, які поділяють особистісно значимі стосунки. Оскільки в цих групах взаємодія часто відбувається віч-на-віч, всі знають один одного дуже добре і вони об'єднані. Індивіди, які є частиною первинних груп, вважають групу важливою частиною свого життя. Отже, члени сильно ідентифікуються зі своєю групою, навіть без регулярних зустрічей. Коулі вважав, що первинні групи мають важливе значення для інтеграції індивідів до свого суспільства, оскільки це часто є їхнім першим досвідом групи. Наприклад, індивіди народжуються в первинній групі, своїй сім'ї, що створює для них основу побудови своїх майбутніх стосунків. Індивіди можуть бути народжені в первинній групі; однак, первинні групи можуть також формуватися, коли люди взаємодіють протягом тривалого періоду часу значущим чином. Прикладами первинних груп є сім'я, близькі друзі та банди.

#### Соціальні групи
Соціальна група характеризується як формально організована група індивідів, які не так емоційно пов'язані один з одним, як ті, що перебувають у первинній групі. Ці групи, як правило, більші, при більш короткому членстві у порівнянні з первинними групами. Крім того, соціальні групи не мають стійкого членства, оскільки члени можуть залишити свою соціальну групу та приєднуватися до нових груп. Цілі соціальних груп часто орієнтовані на завдання, на відміну від орієнтованих на відносини. Прикладами соціальних груп є співробітники, клуби та спортивні команди.

#### Колективи
Колективи характеризуються як великі групи людей, які демонструють подібні дії або перспективи. Вони вільно сформовані, стихійні та короткі. Прикладами колективів є флешмоб, аудиторія в кіно, і натовп, що спостерігає за будівлею, яка горить.

#### Категорії
Категорії характеризуються як сукупність людей, які певним чином схожі. Категорії стають групами, коли їх подібність має соціальні наслідки. Наприклад, коли люди ставляться до інших по-різному через їхню расу, це створює групи різних рас. З цієї причини категорії можуть здаватися вищими в суб'єктивності та есенціалізмі, ніж первинні, соціальні групи та колективи. Суб'єктивність визначається Кемпбеллом як ступінь, до якого зібрання людей сприймається як група. На ступінь суб'єктивності, до якої належить група, впливає те, чи переживає зібрання людей таку саму долю, чи відображає подібність і близькість у спорідненості. Якщо люди вважають, що група має високу суб'єктивність, то вони, швидше за все, вірять у те, що група має незмінні характеристики, притаманні групі, відомі як есенціалізм. Приклади категорій — це ньюйоркці, азартні гравці та жінки.

### Членство в групі та соціальна ідентичність
Соціальна група є критичним джерелом інформації про індивідуальну ідентичність. Ідентичність індивіда (або Я-концепція) має дві складові: особистісну ідентичність та соціальну ідентичність (або колективну самість). Особистісна ідентичність визначається більш ідіосинкратичними, індивідуальними якостями та атрибутами. Навпаки, соціальна ідентичність визначається членством у групі, а також загальними характеристиками (або прототипами), які визначають групу та відрізняють її від інших. Звичайно, ми робимо порівняння між нашою власною групою та іншими групами, але ми не обов'язково робимо об'єктивні порівняння. Замість цього ми робимо оцінку, яка само-підсилюється, підкреслюючи позитивні якості нашої власної групи (див. Групове упередження). Таким чином, ці порівняння дають нам чітку та значущу соціальну ідентичність, яка сприяє нашій самооцінці. Наша соціальна ідентичність та членство в групі також задовольняє потребу належати. Звичайно, індивіди належать до кількох груп. Отже, соціальна ідентичність може мати кілька якісно відмінних частин (наприклад, етнічна ідентичність, релігійна ідентичність та політична ідентичність).
Теорія оптимальної відмінності вказує на те, що індивіди мають бажання бути схожими на інших, а також бажанням диференціювати себе, зрештою шукаючи певний баланс цих двох бажань (для отримання оптимальної відмінності). Наприклад, можна було б уявити собі молодого підлітка в Сполучених Штатах, який намагається збалансувати ці бажання, не бажаючи бути «подібним до всіх інших», а також бажаючи «вписатися» і бути подібним до інших. Колективна самість може запропонувати баланс між цими двома бажаннями. Тобто бути схожими на інших (тих, з ким ти поділяєш членство в групі), але також відрізнятись від інших (ті, хто не входить до твоєї групи).

### Групова згуртованість
У соціальних науках групова згуртованість належить до процесів, які утримують членів соціальної групи. Такі терміни, як привабливість, солідарність та моральний стан часто використовуються для опису групової згуртованості. Вона вважається однією з найважливіших характеристик групи і пов'язана з груповим виконанням, міжгруповим конфліктом та терапевтичними змінами.
Групова згуртованість, як науково досліджена властивість груп, зазвичай пов'язана з Кутом Левіном та його учнем Леоном Фестінгером. Левін визначив групову згуртованість як готовність індивідів триматися разом, і вважав, що група не може існувати без згуртованості. Продовжуючи роботу Левіна, Фестінгер (нарівні зі Стенлі Шахтером і Куртом Беком) описав згуртованість як «загальне поле сил, які діють на членів, щоб залишитися в групі» (Festinger, Schachter & Back, 1950, p. 37). Пізніше це визначення було змінено, щоб описати сили, які діють на окремих членів, щоб залишитися в групі, що називається тяжінням до групи. З того часу були розроблені кілька моделей для розуміння концепції групової згуртованості, включаючи ієрархічну модель Альберта Каррона та кілька двовимірних моделей (вертикальна проти горизонтальної згуртованості, згуртованість завдань проти соціальної згуртованості, приналежність та мораль, а також особистісна проти соціальної привабливості). Перед Левіном і Фестінгером, звичайно, було описано дуже подібну властивість групи. Наприклад, Еміль Дюркгейм описав дві форми єдності (механічну та органічну), яка створювала почуття колективної свідомості та емоційно-обґрунтованого почуття спільноти.

### Ефект білої ворони
Довіра всередині ін-групи залежить від того, як індивіди в групі бачать своїх інших членів. Індивіди схильні підвищувати статус привабливих членів ін-групи і відхиляти непривабливих членів групи, вважаючи їх окремою аут-групою. Це називається «ефектом білої ворони». Те, як людина судить соціально бажаних та соціально небажаних індивідів, залежить від того, чи вони є частиною ін-групи або аут-групи.
Пізніше це явище пояснювалося теорією суб'єктивної групової динаміки. Згідно з цією теорією, люди применшують заслуги соціально небажаних (девіантних) членів ін-групи стосовно членів аут-груп, тому що вони створюють поганий імідж ін-групи та ставлять під загрозу соціальну ідентичність людей.
У більш пізніх дослідженнях Маркес і його колеги показали, що це відбувається більш сильно щодо повноправних членів ін-груп, ніж інших учасників. Тоді як нові члени групи повинні засвідчити себе повноправними членами, щоб бути прийнятими, повноправні члени пройшли соціалізацію та вже прийняті в межах групи. Вони мають більше привілеїв, ніж новачки, але більше відповідальності, щоб допомогти групі досягти своїх цілей. Маргінальні члени колись були повноправними членами, але втратили членство, тому що не змогли виправдати очікування групи. Вони можуть приєднатися до групи, якщо пройдуть ресоціалізацію. Тому поведінка повноправних учасників має першорядне значення для визначення іміджу ін-групи.
Богарт та Райан дослідили розвиток стереотипів нових членів щодо ін-груп та аут-груп протягом соціалізації. Результати показали, що нові члени визнали себе відповідними стереотипам своїх ін-груп, навіть коли вони нещодавно взяли на себе зобов'язання приєднатися до цих груп або існували як маргінальні члени. Вони також мали тенденцію оцінювати групу як ціле все менш позитивно після того, як стали повноправними членами. Проте немає жодних доказів того, що це впливає на те, як їх судять інші члени. Тим не менш, залежно від самоповаги індивіда, члени ін-групи можуть відчувати різні особисті переконання про діяльність групи, але публічно будуть висловлювати зворотне — що вони фактично поділяють ці вірування. Один член не може особисто погодитися з тим, що робить група, але щоб уникнути ефекту білої ворони, вони будуть публічно погоджуватись з групою і приховувати особисті переконання. Якщо людина приватно усвідомлює себе, вона, ймовірно, відповідає цій групі, навіть якщо вона, можливо, має свої переконання щодо ситуації.
У ситуаціях гейзинга в межах братств і сестринств на території коледжів, поручителі можуть зіткнутися з подібною ситуацією і можуть зовнішньо виконувати завдання, які вони змушені робити незалежно від їхніх особистих почуттів щодо неформального товариства, до якого вони приєднуються. Це робиться для того, щоб не стати вигнанцем групи. З вигнанцями, які ведуть себе таким чином, що можуть поставити під загрозу групу, як правило, обходяться більш суворо, ніж з привабливими в групі, створюючи ефект білої ворони. Повноправні члени братства можуть жорстко ставитися до нових членів, змусивши поручителів вирішувати, чи схвалять вони ситуацію, і чи будуть висловлювати свою незгоду щодо цього.

### Вплив групи на особисту поведінку
На індивідуальну поведінку впливає наявність інших. Наприклад, дослідження показали, що люди працюють інтенсивніше і швидше в присутності інших (див. Соціальна фасилітація), і що ефективність індивіда знижується, коли інші в ситуації створюють відволікання або конфлікт. Групи також впливають на процес прийняття рішення індивідом. До них належать рішення, пов'язані з упередженим втручанням, переконанням (див. Експеримент Аша), покірністю (див. Експеримент Мілґрема) та груповим мисленням. Існують як позитивні, так і негативні наслідки групового впливу на індивідуальну поведінку. Цей тип впливу часто корисний у контексті налаштування роботи, командного спорту та політичної активності. Проте вплив груп на людину також може спричинити надзвичайно негативну поведінку, що проявилося в нацистській Німеччині, в масовому вбивстві в Сонмі, і у в'язниці Абу-Грейб (див. також Тортури ув'язнених у в'язниці Абу-Грейб). 

### Групова структура
Структура групи є внутрішньою конструкцією, яка визначає відносини членів один з одним протягом часу. Часто серед досліджуваних елементів групової структури називають ролі, норми, цінності, патерни комунікації та диференціації статусу. Групова структура також може бути визначена як прихований патерн ролей, норм та мереж відносин між членами, які визначають та організовують групу.
Ролі можна визначити як тенденцію особливим чином поводитися, співпрацювати та взаємодіяти з іншими. Ролі можуть бути задані формально, але частіше вони визначаються через процес рольової диференціації. Рольова диференціація — це рівень, на якому різні члени групи мають спеціалізовані функції. Група з високим рівнем рольової диференціації буде віднесена до категорії груп з багатьма різними ролями, спеціалізованими та вузько визначеними. Ключовою роллю в групі є лідер, але є й інші важливі ролі, включаючи функціональні ролі, стосункові ролі та особисті ролі. Функціональні ролі, як правило, визначаються щодо завдань, які повинна виконувати команда. Індивіди, які виконують функціональні ролі, зосереджені на цілях групи та на наданні можливості працювати членам групи; приклади функціональних ролей є координатор, реєстратор, критик чи технік. Член групи, що виконує стосункову роль (або соціально-емоційну роль), зосереджений на підтримці міжособистісних та емоційних потреб членів групи; прикладами стосункової ролі є натхненник, гармонізатор або примиренець.
Норми — це неформальні правила, які групи приймають для регулювання поведінки членів. Норми стосуються того, що треба робити, і представляти ціннісні судження про відповідну поведінку в соціальних ситуаціях. Попри те, що вони рідко записуються або навіть обговорюються, норми впливають на групову поведінку. Вони є фундаментальним аспектом групової структури, оскільки вони забезпечують напрям і мотивацію, а також організують соціальну взаємодію членів. Стверджується, що норми стають невід'ємними, оскільки вони розвиваються поступово протягом взаємодії між членами групи. Хоча багато норм широко поширене в суспільстві, групи можуть розвивати власні норми, які учасники повинні засвоїти, коли вони приєднуються до групи. Існують різні типи норм, в тому числі: рекомендаційні, обмежувальні, описові та наказові.
- Рекомендаційні норми: соціально доречний спосіб реагувати в соціальній ситуації або що члени групи повинні робити (наприклад, дякувати, коли хтось робить вам послугу)
- Обмежувальні норми: дії, які не повинні робити члени групи; заборонені (наприклад, не дозволяється відрижка на людях)
- Описові норми: описують, що люди зазвичай роблять (наприклад, оплески після виступу)
- Наказові норми: описують поведінку, яку люди повинні робити; більш оцінна за своїм характером, ніж описова норма

Перехресні відносини — це зв'язки між членами групи або соціальної мережі в межах групи. Члени групи пов'язані між собою на різних рівнях. Вивчення перехресних відносин групи може висвітлити щільність групи (скільки членів пов'язані один з одним), або центральність за степенем членів (кількість зв'язків між членами). Аналіз аспектів перехресних відносин групи може висвітлити центральність за сепенем кожного члена групи, що може допомогти краще зрозуміти ролі в певній групі (наприклад, індивід, який є «посередником» у групі буде мати більш тісні зв'язки з численними учасниками групи, які можуть допомогти в спілкуванні тощо).
Цінності — це цілі або ідеї, які служать провідними принципами для групи. Як і норми, цінності можуть оголошуватись однозначно або для окремих випадків. Цінності можуть слугувати об'єднувальним принципом для команди. Однак деякі цінності (наприклад, конформізм) можуть бути також дисфункціональними та призводити до слабких рішень команди.
Патерни комунікації описують потік інформації всередині групи, і вони, як правило, описуються як централізовані, так і децентралізовані. З централізованим патерном повідомлення, як правило, надходять з одного джерела до всіх членів групи. Централізована комунікація дозволяє стандартизувати інформацію, але може обмежувати вільний потік інформації. Децентралізована комунікація полегшує обмін інформацією безпосередньо між членами групи. При децентралізації, повідомлення, як правило, течуть більш вільно, але доставка інформації може бути не такою ж швидкою або точною, як з централізованою комунікацією. Інший потенційний недолік децентралізованої комунікації — це величезний обсяг інформації, яка може бути генерована, зокрема, електронними медіа.
Диференціації статусу — це відносна відмінність за статусом між членами групи. Коли група тільки сформована, члени можуть бути на одному рівні, але з часом певні члени можуть набути статусу та повноважень в межах групи; це може спричинити те, що називається неофіційною ієрархією в групі. Статус може визначатися різноманітними чинниками та характеристиками, зокрема — специфічними статусними характеристиками (наприклад, специфічні для завдання поведінкові та особисті характеристики, такі як досвід), або характеристиками розмитого статусу (наприклад, вік, раса, етнічність). Важливо, щоб інші члени групи сприймали статус індивіда як гарантований та заслужений, оскільки в іншому випадку вони не можуть мати авторитету в межах групи. Диференціації статусу можуть впливати на відносну величину зарплати серед членів групи, вони також можуть вплинути на толерантність групи до порушення групових норм (наприклад, люди з більш високим статусом можуть мати більше свободи для порушення групових норм).

### Групове виконання
Форсайт стверджує, що хоча багато щоденних задач, що вирішуються окремими індивідами, можуть бути виконані окремо, виконання з іншими людьми має перевагу.

#### Соціальна фасилітаціяі підвищення продуктивності
У дослідженні динамогенної стимуляції з метою пояснення стимуляції та конкуренції в 1898 році Норман Тріплетт розробив теорію, що «фізична присутність іншого вершника є стимулом для гонщика, пробуджуючи конкурентний інстинкт…». Вважається, що цей динамогенний чинник заклав фундамент того, що зараз називається соціальною фасилітацією — «поліпшенням виконання завдань, що відбувається, коли люди працюють у присутності інших людей».
На додаток до спостереження Тріплетта, у 1920 році Флойд Олпорт виявив, що, хоча люди в групах були більш продуктивними, ніж окремі індивіди, якість їх продукції/зусиль була нижчою.
У 1965 р. Роберт Зайонц розширив вивчення реакції збудження (розпочате Тріплеттом) з подальшим дослідженням у сфері соціальної фасилітація. У своєму дослідженні Зайонц розглядав дві експериментальні парадигми. У першій — ефекти аудиторії — Зайонц спостерігав поведінку в присутності пасивних глядачів, а у другій — ефекти співучасті — він досліджував поведінку в присутності іншої особи, яка займалася такою ж самою діяльністю.
Зайонц спостерігав дві категорії поведінки — домінуючі реакції на завдання, які легше вивчати і які домінують в інших потенційних відповідях, та недомінуючі реакції на завдання, які менш імовірно будуть виконуватися. У своїй роботі «Теорія соціальної фасилітації» Зайонц зробив висновок, що в присутності інших, коли потрібні дії, залежно від вимоги до завдання, на результат завдання впливатимуть або соціальна фасилітація, або соціальна перешкода. Якщо відбувається соціальна фасилітація, завдання вимагатиме домінуючої реакції індивіда, що призведе до кращої роботи в присутності інших, тоді як у випадку соціальної перешкоди це завдання викличе недомінантну реакцію індивіда, що призведе до непаритетного виконання завдання.
Кілька теорій, які аналізують підвищення продуктивності у групах за допомогою динамічних, мотиваційних, когнітивних і особистісних процесів пояснюють, чому відбувається соціальна фасилітація.
Зайонц стверджував, що спільна присутність (стан реагування в присутності інших) підвищує рівень драйву індивіда, що, в свою чергу, запускає соціальну фасилітацію, коли завдання є простими та легким для виконання, але заважає продуктивності, коли завдання є складними.
Ніколас Коттрелл (Nickolas Cottrell, 1972) запропонував оціночну модель занепокоєння, за допомогою якої він пропонував людям асоціювати соціальні ситуації з оціночним процесом. Коттрелл стверджував, що ця ситуація зустрічається із занепокоєнням, і це є мотиваційною реакцією, а не потягом збудження/підвищення, що відповідає за зростання продуктивності при простих завданнях і зниження продуктивності при складних завданнях у присутності інших.
У книзі «Презентація себе в повсякденному житті» (1959) Ервінг Гоффман припустив, що люди можуть контролювати, як їх сприймають інші. Він переконує, що люди бояться бути сприйнятими іншими людьми як такі, що мають негативні, небажані якості та характеристики, і що саме цей страх примушує людей зображати позитивну само-презентацію/соціальний імідж самих себе. Що стосується підвищення продуктивності, теорія само-презентації Гофмана передбачає, що в ситуаціях, коли вони можуть бути оцінені, люди, відповідно, збільшать свої зусилля, щоб проектувати/зберігати/підтримувати позитивний імідж.
Теорія відволікання-конфлікту стверджує, що коли людина працює в присутності інших людей, відбувається ефект інтерференції шляхом розколу уваги індивіда між завданням та іншою особою. На простих завданнях, коли людина не сумнівається у завданні, ефект інтерференції незначний, отже, продуктивність полегшується. На більш складних завданнях, де драйв не є достатньо сильним, щоб ефективно конкурувати з наслідками відволікання, немає підвищення продуктивності. Задача Струпа (Ефект Струпа) продемонструвала, що, при звуженні фокусу уваги людини на певних завданнях, відволікання можуть підвищити продуктивність.
Теорія соціальної орієнтації розглядає спосіб, у який людина підходить до соціальних ситуацій. Вона передбачає, що впевнені в собі люди з позитивним світоглядом продемонструють підвищення продуктивності через соціальну фасилітацію, тоді як соромливі індивіди, що підходять до соціальних ситуацій із занепокоєнням, менш імовірно, що будуть добре працювати через ефекти соціальної інтерференції.

## Міжгрупова динаміка
Міжгрупова динаміка стосується поведінкових та психологічних зв'язків між двома та більше групами. Вона включає уявлення, ставлення, думки та поведінку по відношенню до своєї групи, а також до інших груп. У деяких випадках міжгрупова динаміка є просоціальною, позитивною та вигідною (наприклад, коли кілька дослідницьких команд працюють разом для виконання завдання чи досягнення мети). В інших випадках міжгрупова динаміка може викликати конфлікт. Наприклад, Фішер та Ферлі виявили на ранній стадії позитивну динаміку між клінічною установою та її зовнішньою адміністрацією, які різко змінилися на «гарячий» та непоступливий конфлікт, коли адміністрація перешкоджала впровадженій клінічній моделі. Подібним чином, в основі бійні у школі Колумбайн в Літтлтоні, штат Колорадо, США, в 1999 р. лежала міжгрупова динаміка, яка зіграла значну роль у рішенні Еріка Гарріса та Дилана Кліболда про вбивство вчителя та 14 учнів (у тому числі і самих себе).

### Міжгруповий конфлікт
Відповідно до теорії соціальної ідентичності, міжгруповий конфлікт починається з процесу порівняння між окремими індивідами в одній групі (ін-групі) та тими хто в іншій групі (аут-групі). Цей процес порівняння не є неупередженим і об'єктивним. Натомість це механізм підвищення самоповаги. У процесі подібних порівнянь людина має тенденцію до:
- привабливості ін-групи над аут-групою
- перебільшувати і занадто узагальнювати відмінності між ін-групою і аут-групою (для посилення групової відмінності)
- мінімізувати сприйняття відмінностей між членами ін-групи
- remember more detailed and positive information запам'ятовувати більш детальну та позитивну інформацію про ін-групу і більше негативну інформацію про аут-групу[64]

Навіть без будь-якої міжгрупової взаємодії (як у парадигмі мінімальної групи), індивіди починають демонструвати фаворитизм по відношенню до своєї групи і негативні реакції на аут-групу. Цей конфлікт може призвести до забобонів, стереотипів та дискримінації. Міжгрупові конфлікти можуть бути дуже конкурентними, особливо для соціальних груп, які мають давню конфліктну історію (наприклад, геноцид у Руанді у 1994 р., який мав коріння в груповому конфлікті між етнічними групами хуту і тутсі). На відміну від них, міжгрупова конкуренція іноді може бути відносно безпечною, особливо в ситуаціях, коли існує невелика історія конфлікту (наприклад, між студентами різних університетів), що приводить до відносно безпечних узагальнень та слабкої конкурентної поведінки. Міжгрупові конфлікти зазвичай спостерігаються серед расових, етнічних, релігійних та політичних груп.
Утворення міжгрупового конфлікту було вивчене в популярній серії досліджень Музафера Шерифа та його колег у 1961 р. під назвою «Експеримент розбійників печер». Експеримент розбійників печер був пізніше використаний для підтвердження реалістичної теорії конфлікту. Інші видатні теорії, що стосуються міжгрупових конфліктів, включають в себе теорію соціального домінування та соціальну теорію самокатегоризації.

### Послаблення міжгрупового конфлікту
Було розроблено кілька стратегій зниження напруженості, необ'єктивності, упереджень та конфлікту між соціальними групами. До них належать контактна гіпотеза, головоломка класної кімнати та кілька стратегій на основі категорій.

#### Контактна гіпотеза (теорія міжгрупового контакту)
У 1954 році Гордон Олпорт запропонував, що шляхом заохочення контактів між групами, упередження можуть бути зменшені. Далі він запропонував чотири оптимальні умови для контакту: рівний статус між групами в ситуації; спільні цілі; міжгалузеве співробітництво; і підтримка влади, закону чи митниці. З того часу було проведено понад 500 досліджень щодо редукції упереджень за варіаціями контактної гіпотези, а метааналітичний огляд пропонує повну підтримку її ефективності. У деяких випадках, навіть без чотирьох оптимальних умов, викладених Оллпортом, упередження між групами можна зменшити.

#### Підпорядковані ідентичності
Під контактну гіпотезу було розроблено кілька моделей. Ряд цих моделей використовують підпорядковану ідентичність, щоб зменшити упередження. Тобто більш широко визначена «парасолькова» група/ідентичність, що включає групи, які перебувають у конфлікті. Підкреслюючи таку підпорядковану ідентичність, індивіди в обох підгрупах можуть поділяти загальну соціальну ідентичність. Наприклад, якщо в середній школі існує конфлікт між білими, чорними та латиноамериканськими учнями, щоб послабити конфлікт між групами, можна спробувати виділити групу/ідентичність «середньої школи», яку учні поділяють. Моделі, що використовують підпорядковані ідентичності, включають в себе модель спільної ідентичності ін-групи, модель ін-групової проєкції, модель взаємної міжгрупової диференціації та модель ін-групової ідентичності. Аналогічно, «перекласифікація» — це більш широкий термін, який використовує Геертнер та ін. для опису вищезгаданих стратегій. Similarly, «recategorization» is a broader term used by Gaertner et al. to describe the strategies aforementioned.

#### Взаємозалежність
Існують також методи редукції упереджень, що використовують взаємозалежність між двома та більше групами. Тобто члени різних груп повинні довіряти один одному, щоб досягти певної мети або виконати завдання. В «експерименті розбійників печер», Шериф використовував цю стратегію для послаблення конфлікту між групами. Еліот Аронсон в «головоломці класної кімнати» також використовує цю стратегію взаємозалежності. У 1971 році в Остіні, штат Техас, були поширені численні випадки високої расової напруженості. Аронсон був направлений для вивчення природи цієї напруженості в школах та розробки стратегії її зниження (щоб таким чином покращити процес шкільної інтеграції, закріплений у 1954 році після судового процесу Брауна проти Ради по освіті). Незважаючи на серйозні докази ефективності «головоломки класної кімнати», ця стратегія не була широко використана (можливо, через сильні установлення, що існують за межами шкіл, які все ще протистояли ідеї про те, що расові та етнічні групи меншин рівноправні з білими, і, таким чином, повинні бути інтегровані у школи).

## Вибрані академічні журнали
- Group Processes & Intergroup Relations[en]
- Group Dynamics: Theory, Research, and Practice[en]
- Small Group Research[en]
- Group Analysis[en]
- International Journal of Group Psychotherapy
- The Journal for Specialists in Group Work
- Social Work With Groups
- International Journal on Minority and Group Rights
- Group Facilitation: A Research and Applications Journal[en]

## Вибрана література з групової динаміки
- Агеев B. C. Межгрупповое взаимодействие. Социально-психологические проблемы. — М. : МГУ, 1990. — 240 с. ISBN 5-211-01029-9
- Берн Э. Лидер и группа. О структуре и динамике организаций и групп. — Екатеринбург : «Литур», 2000. — 320 с. ISBN 5-89648-012-1
- Динамічні процеси в малій групі: соціально-психологічний вимір освітнього середовища: [монографія] / [П. П. Горностай, О. Л. Вознесенська, І. В. Грибенко та ін.]; за ред. П. П. Горностая. — Кіровоград : Імекс-ЛТД, 2013. — 190 с. ISBN 9789661892780
- Кёниг О., Шаттенхофер К. Введение в групповую динамику. — М.: Институт консультирования и системных решений (ИКСР), 2014. — 176 с. ISBN 978-5-91160-057-0
- Левин К. Динамическая психология: Избранные труды / Под общ. ред. Д. А. Леонтьева и Е. Ю. Патяевой. — М. : Смысл, 2001. — 576 с. ISBN 5-89357-092-8
- Свідоме і несвідоме у груповій взаємодії : монографія / [П. П. Горностай, О. Л. Коробанова, О. Т. Плетка, Г. В. Циганенко, Л. Г. Чорна]; за наук. ред. П. П. Горностая. — Кропивницький : Імекс-ЛТД, 2018. — 244 с. ISBN 978-966-189-378-7
- Проблемна взаємодія в групах: феноменологія, чинники, профілактика: монографія [Л. Г. Чорна, П. П. Горностай, О. В. Яремчук, В. І. Вус, О. Л. Коробанова, О. Т. Плетка] / за наук. ред. Л. Г. Чорної. — Кропивницький: ІМЕКС-ЛТД, 2021. — 112 с.
- Forsyth, D. R. (2014). Group dynamics (6th ed.). Belmont, CA: Wadsworth Cengage Learning. ISBN 9781133956532